# Joel Campbell
Joel Nathaniel Campbell Samuels (San José, 1992. június 26. –) Costa Rica-i válogatott labdarúgó, a Monterrey játékosa kölcsönben a León csapatától.

## Pályafutása

### Saprissa és Puntarenas
Joel Campbell karrierjét a Deportivo Saprissa csapatánál kezdte 2010-ben. 2011-ben kölcsön került a Puntarenas FC-hez. Felfigyelt rá a Juventus FC, az AC Milan és a FC Barcelona is.

### Arsenal
Joel 2011-ben igazolt az Arsenalhoz, de munkavállalási engedélyt nem kapott, ezért kölcsönadták a francia Lorientnek, ahol 25 bajnokin 3-szor volt eredményes. Második évét a spanyol Betisben töltötte, ahol 28 La Liga meccsen 2-szer talált be. 2013-ban megkapta a munkavállalási engedélyt Angliában, ennek ellenére újra a szigetországon kívülre adták kölcsön: az Olimpiakosz csapatában töltötte a 2013-14-es szezont. 32 görög bajnokin 8 gólt lőtt, ráadásul szerepelhetett a Bajnokok Ligájában is, sőt a Manchester United elleni athéni meccsen gyönyörű góljával állította be a 2-0-s végeredményt. A Costa Rica-i válogatottban meghívót kapott a 2014-es brazíliai Világbajnokságra, ahol Álvaro Saborío sérülése miatt első számú csatárként számítottak rá. Berobbant a köztudatba, Uruguay ellen betalált, Arséne Wenger pedig úgy döntött nem adja kölcsön, és megválni sem akart tőle, az AC Milan és a Monaco érdeklődését is visszautasította. Joel a 2014-es Emirates-kupán a Benfica ellen kezdőként játszott, és góllal vette ki a részét az 5-1-es győzelemből. A costa ricai szélső a Community Shielden mutatkozhatott be tétmérkőzésen az Arsenalban, majd a Premier League 2. fordulójában a Goodison Parkban a bajnokságban is debütált.

#### A válogatottban
Campbell részt vett a 2009-es CONCACAF-aranykupa U17-es bajnokságán, ahol ő volt a csapata legjobb gólszerzője, két gólt szerzett. A 2011-es CONCACAF-aranykupa U20-as bajnokságán gólkirály lett hat góllal. Campbell játszhatott volna az Ír labdarúgó-válogatottban is nagyapja révén.
2011. június 5-én debütált a Costa Rica-i labdarúgó-válogatott színeiben a 2011-es CONCACAF-aranykupán, ahol egy gólt szerzett.
2011. július 7-én megszerezte a második gólját is a felnőttek között, a Bolíviai labdarúgó-válogatott ellen.
2014-ben berobbant a nemzetközi köztudatba, a Világbajnokságon fantasztikus teljesítményt nyújtó Costa Ricai válogatott vezéreként. Gólt lőtt, gólpasszt adott és a meccs emberének választották az Uruguay elleni első csoportmeccsen, az Olaszország elleni másodikon pedig újfent gólpasszt adott, ezzel jelentősen hozzájárulva ahhoz, hogy a Costa Ricai csapat 2 forduló utáni továbbjutott.
2015-ös, 2019-es, 2021-es években bejutottak a CONCAF-aranykupa negyeddöntőbe, 2017-ben pedig az elődöntőbe.

## Statisztika

### Válogatott góljai
| Gól | Időpont             | Helyszín                                                          | Ellenfél         | Gólja | Eredmény | Kiírás                                     |
| --- | ------------------- | ----------------------------------------------------------------- | ---------------- | ----- | -------- | ------------------------------------------ |
| 1.  | 2011. június 5.     | Cowboys Stadion, Arlington, Egyesült Államok                      | Kuba             | 5–0   | 5–0      | 2011-es CONCACAF-aranykupa                 |
| 2.  | 2011. július 7.     | Estadio 23 de Agosto, Jujuy, Argentína                            | Bolívia          | 2–0   | 2–0      | 2011-es Copa América                       |
| 3.  | 2011. november 15.  | Estadio Nacional, San José, Costa Rica                            | Spanyolország    | 2–0   | 2–2      | Barátságos mérkőzés                        |
| 4.  | 2012. február 29.   | Millennium Stadium, Cardiff, Wales                                | Wales            | 1–0   | 1–0      | Barátságos mérkőzés                        |
| 5.  | 2012. június 8.     | Estadio Nacional, San José, Costa Rica                            | Salvador         | 2–0   | 2–2      | 2014-es labdarúgó-világbajnokság-selejtező |
| 6.  | 2012. június 12.    | Providence Stadium, Providence, Guyana                            | Guyana           | 4–0   | 4–0      | 2014-es labdarúgó-világbajnokság-selejtező |
| 7.  | 2012. november 14.  | Estadio Ramón Tahuichi Aguilera, Santa Cruz de la Sierra, Bolívia | Bolívia          | 1–0   | 1–1      | Barátságos mérkőzés                        |
| 8.  | 2013. szeptember 6. | Estadio Nacional, San José, Costa Rica                            | Egyesült Államok | 3–1   | 3–1      | 2014-es labdarúgó-világbajnokság-selejtező |
| 9.  | 2014. március 5.    | Estadio Nacional, San José, Costa Rica                            | Paraguay         | 1–0   | 2–1      | Barátságos mérkőzés                        |
| 10. | 2014. június 14.    | Estádio Castelão, Fortaleza, Brazília                             | Uruguay          | 1–1   | 3–1      | 2014-es labdarúgó-világbajnokság           |

## Sikerei, díjai

### Klub
- Olimbiakósz:
  - Görög bajnok: 2013-14

- Arsenal:
  - FA Community Shield: 2014

- León
  - Liga MX: Guardianes 2020

#### A válogatottban
- Costa Rica:
  - Copa Centroamericana: 2014

### Egyéni
- CONCACAF-aranykupa U20-as gólkirálya: 2011